# Billigheim-Ingenheim
Billigheim-Ingenheim település Németországban, Rajna-vidék-Pfalz tartományban. Lakosainak száma 3831 fő (2023. december 31.).

## Népesség
A település népességének változása:
| Lakosok száma | 3646 | 3792 | 3811 | 3806 | 3817 | 3831 |
|               | 1975 | 2017 | 2019 | 2021 | 2022 | 2023 |